# Банщица
Банщица (или Банска река, Глогошка река) е река в Западна България, област Кюстендил, община Кюстендил, десен приток на река Струма. Дължината ѝ, заедно с десния ѝ приток Глогошка река е 22 km. Отводнява северните склонове на Осоговската планина и южните склонове на планината Лисец.
Ако за начало на река Банщица се приеме Вратечка река, която води началото си от 1700 m н.в., източно от връх Църната чука в Осогово, то дължина ѝ е около 20 km с водосборна площ 128 km2 (твърде голямо и съмнително число) и среден наклон 63‰. Западно от град Кюстендил в река Банщица се влива по-дългата и по-пълноводна Глогошка река, която понякога се смята за начало на обединената вече река Банщица.
Глогошка река извира на 1911 m н.в., на 1 km североизточно от връх Човеко (2047 m) в Осоговска планина. Тече в посока север-североизток в дълбока и силно залесена долина. При село Жиленци излиза от планината, завива на изток-североизток и навлиза в Кюстендилската котловина. Както бе посочено по-горе малко преди град Кюстендил в нея отляво се влива по-маловодната и по-къса река Банщица, която надолу след сливането на двете реки запазва името Банщица. Под това име реката преминава през центъра на град Кюстендил, където коритото ѝ е коригирано и се влива отдясно в река Струма на 459 m н.в., на 500 m източно от село Жабокрът.
Водосборният басейн на реката е с площ от 93 km2, което представлява 0,54% от водосборния басейн на река Струма. По другите данни площта на водосборния басейн е 128 km2 и залесеност от 58%.
Десните притоци, извиращи от планината Осогово, имат добре залесени (предимно с бук) водосборни басейни, но голяма част от водите им се използват за водоснабдяване и напояване и през някои месеци на маловодни години имат незначителен отток. Идващите от по-слабо залесената планина Лисец притоци са с малки дължини и площ на водосборните басейн и нямат важно значение за формирането на оттока на Банщица. Основни притоци: → ляв приток, ← десен приток
- ← Мечкино дере
- → Банщица (най-голям приток)
- ← Калушко дере

Река Банщица е с преобладаващо дъждовно-снежно подхранване, като максимумът е през месец април, а минимумът – август. Среден годишен отток в устието – 0,29 m3/s
По течението на реката в Община Кюстендил са разположени град Кюстендил и 3 села: Жиленци, Ябълково и Жабокрът.
Град Кюстендил е разположен край двата бряга на реката, като в продължение на около 4 км коритото ѝ е коригирано чрез стоманобетонно съоръжение с каменна облицовка и двоен трапецовиден профил. В централната градска част коритото е покрито и е създадена зона за отдих. Корекция с дължина 1 km е извършена и при устието, с което се предпазва от заливане обработваемата земя. Бреговете са укрепени чрез залесяване с топола, върба и бял салкъм от Кюстендил до устието. На реката има няколко моста. Използва се за напояване на около 15 000 дка чрез гравитачни канали и чрез завиряваните от реката язовири „Дренов дол" и „Лозно". В Кюстендил реката приема водите на деретата Колушко, Катранлийско и Лозенско, а в източния му край – преминалите през градската пречиствателна станция канални води, от което оттокът на реката се увеличава значително.
Банщица е един от градообразуващите фактори за антична Пауталия, средновековен Велбъжд и днешен Кюстендил. Близо до десния и бряг са разкрити останки от северната част на градската крепостна стена.
През 2008 г. Общинският съвет на Кюстендил прие решение за частично покриване и на друга част от реката, което се посрещна противоречиво от кюстендилската общественост.

## Топографска карта
- Лист от карта K-34-70. Мащаб: 1 : 100 000.